# Borsche-Drechsel-Cyclisierung
Die Borsche-Drechsel-Cyclisierung ist eine Namensreaktion in der organischen Chemie. Die Reaktion wurde 1888 vom deutschen Chemiker Edmund Drechsel und 1908 vom ebenfalls deutschen Chemiker Walther Borsche publiziert. Die Reaktion erlaubt die Synthese von stickstoffhaltigen Heterocyclen aus  Phenylhydrazonen.

## Übersichtsreaktion
Cyclohexanonphenylhydrazon reagiert mit einer Säure (im Beispiel Schwefelsäure) in der Hitze zu Tetrahydrocarbazol:
Die Reaktion ist übertragbar auf am aromatischen Ring substituierte Phenylhydrazone und Phenylhydrazone anderer cyclischer Ketone.

## Reaktionsmechanismus
Der Reaktionsmechanismus ist in der Literatur beschrieben und verläuft wie die Fischersche Indolsynthese: 
Durch säurekatalysierte Protonenumlagerung entsteht aus dem Cyclohexanonphenylhydrazon (1) die Zwischenstufe 2. In einer anschließenden, durch Hitze hervorgerufenen sigmatropen Umlagerung, einer 
speziellen Form der pericyclischen Reaktion, entsteht die Zwischenstufe 3. Durch Protonierung mit einer Säure bildet sich ein Kation. Dieses cyclisiert anschließend durch zur Zwischenstufe 4. Durch formale Abspaltung von Ammoniak bildet sich Tetrahydrocarbazol (5).

## Anwendung
Die Borsche-Drechsel-Cyclisierung ist eine Schlüsselreaktion zur Synthese von Carbazolen. Dazu wird 5 mit einem Oxidationsmittel zu 6 aromatisiert: